# Jean-Aimé Randrianalijaona
Jean-Aimé Randrianalijaona (ur. 26 czerwca 1946) – madagaskarski lekkoatleta, płotkarz.
Brał udział w igrzyskach w 1972, na których wystartował  w biegu na 400 metrów przez płotki. Odpadł w pierwszej rundzie zajmując ostatnie, 8. miejsce w swoim biegu eliminacyjnym z czasem 52,75 s. W końcowej klasyfikacji dało mu to 30. pozycję. Był chorążym kadry Madagaskaru na tych igrzyskach. 

## Rekordy życiowe
Na podstawie
- 400 m ppł: 50,7 ( Colombes, 23 maja 1971)